# 爱德华·斯科雷克
爱德华·斯科雷克（波蘭語：Edward Skorek，1943年6月13日—），波兰男子排球运动员。他曾代表波兰参加1968年、1972年和1976年夏季奥林匹克运动会排球比赛，其中1976年奥运会获得一枚金牌。